# Route nationale 124 (Italie)
Pour les articles homonymes, voir Route nationale 124.
La route nationale 124 (SS 124, Strada statale 124 ou Strada statale Siracusana) est une route nationale d'Italie, située en Sicile. Elle relie San Michele di Ganzaria à Syracuse sur une longueur de 119,52 km.

## Parcours

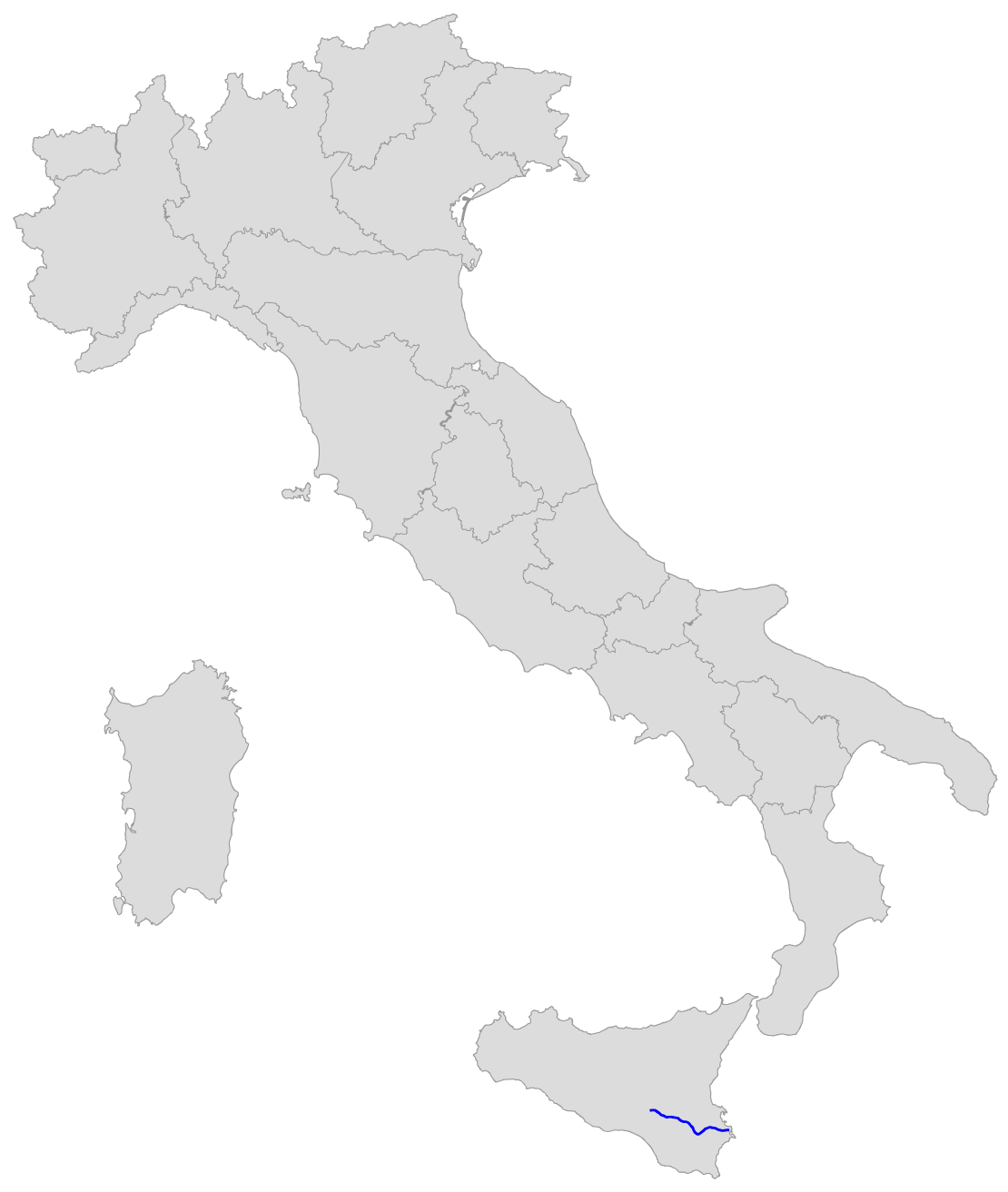
Parcours de la SS 124.